# Volker Meyer

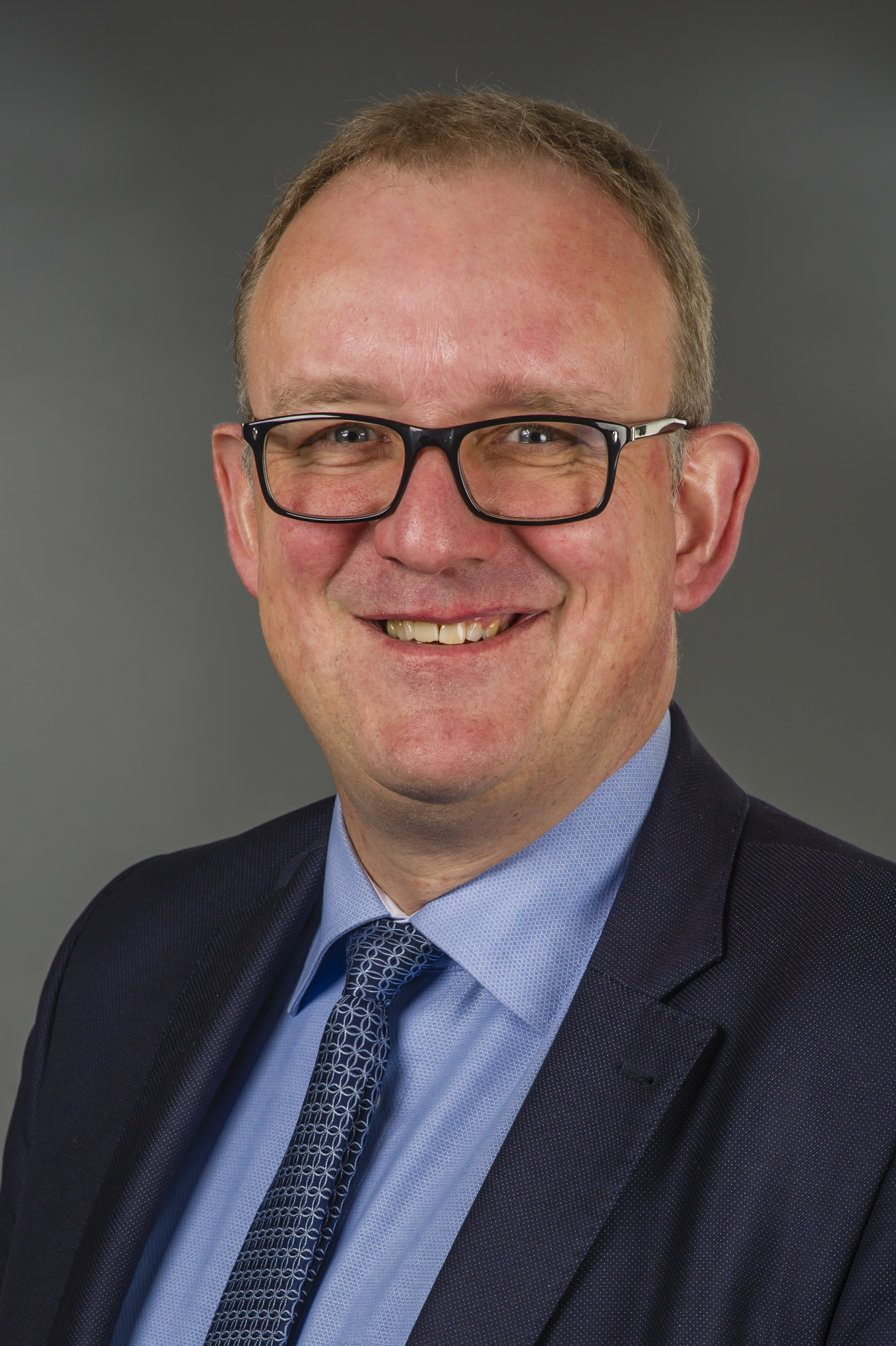
Volker Meyer (2018)

Volker Meyer (* 23. April 1968 in Twistringen) ist ein deutscher Politiker (CDU). Seit September 2024 ist er Landrat  des Landkreises Diepholz. Zuvor war er von 2013 bis 2024 Abgeordneter des Niedersächsischen Landtags.

## Leben
Meyer besuchte die Grundschule, die Orientierungsstufe und die Realschule in Twistringen. Nach seinem Schulabschluss machte er eine dreijährige Ausbildung zum Polizeibeamten beim Bundesgrenzschutz in Lüneburg und Walsrode. Danach war er dort ein Jahr in diesem Beruf tätig. 1988 begann er eine weitere dreijährige Ausbildung, diesmal zum Sparkassenkaufmann bei der Kreissparkasse Syke. Daraufhin war er dort von 1991 an als Angestellter tätig, zuletzt leitete er die Privatkundenabteilung der Hauptstelle in Syke. 1992 folgte die Qualifikation zum Sparkassenbetriebswirt an der Sparkassenakademie in Hannover.
Meyer trat 1984 der Jungen Union bei, deren Kreisvorsitzender er von 1988 bis 1990 war. 1988 wurde er auch Mitglied der CDU. Von 1989 bis 2009 war er Vorsitzender des Stadtverbandes Twistringen. Von 1991 bis 2009 gehörte er dem Stadtrat an, in dem er unter anderem stellvertretender Bürgermeister und Fraktionsvorsitzender war. 1994 wurde er Beisitzer im CDU-Kreisvorstand Diepholz, von 2011 bis November 2024 war er stellvertretender Kreisvorsitzender. 1996 zog er in den Kreistag ein, von Dezember 1999 bis Oktober 2024 war er dort Fraktionsvorsitzender. Von 2015 bis 2024 war Meyer stellvertretender Landrat im Landkreis Diepholz. 
2009 zog er nach Bassum, wo er bis Oktober 2024 dem Vorstand des Stadtverbands der CDU angehörte. Von Februar 2013 bis Oktober 2024 war er Vorsitzender des CDU-Stadtverbandes Bassum.
Bei den Landtagswahlen 2013 und 2017 wurde Meyer jeweils im Wahlkreis Syke direkt in den Landtag gewählt. Ab 2017 war er sozialpolitischer Sprecher der CDU-Landtagsfraktion. Bei der Landtagswahl 2022 unterlag er im Wahlkreis Syke; er zog jedoch über die Landesliste der CDU erneut in den Landtag ein.
Im September 2024 wurde Volker Meyer zum Landrat des Landkreises Diepholz gewählt; in der Stichwahl setzte er sich gegen die SPD-Kandidaten Ulrike Tammen durch. Am 26. September 2024 legte er deshalb sein Landtagsmandat nieder; für ihn rückte Lena-Sophie Laue ins Parlament nach.